# Carolina Fuentes
Alejandra Carolina Fuentes López (n. Monterrey, Nuevo León; 16 de marzo de 1987) es una conductora de televisión, locutora de radio y actriz de teatro mexicana.

## Biografía
Inició sus estudios en el Colegio Anglo-Español, un colegio de monjas ubicado al sur de la ciudad de Monterrey, terminando secundaria, siguió sus estudios artísticos en el SEA (Sistema de Educación Artística).
Más tarde, se trasladó a la ciudad estadounidense de Charlotte, Carolina del Norte para estudiar un curso de inglés en el Language Center Charlotte.fuentes x carolina

## Carrera profesional
En 2004 debuta como locutora de radio en el programa Potencia Grupera, emitido por la estación radiofónica 94.9 FM Frecuencia TEC.
En 2005, participa en comerciales locales y para marzo de 2006 se une al programa Acábatelo de Multimedios Televisión con Mario Bezares; para ese tiempo también realiza algunos videos musicales.
En septiembre de 2006 protagoniza la obra de teatro Abusadita Caperucita y en 2007 se une a la obra ¿Y Donde Está Dorotea?, con Ricardo Espinosa y Hugo Santos.
Para enero de 2008, se retira de Acábatelo, indicando lo siguiente:

"Sentí que mi ciclo en el programa había terminado, en realidad la decisión la tome hace algunas semanas, pero el productor me pidió que lo pensara y este viernes 4 de enero [de 2008] finalmente se lo comunique a Mario Bezares y al productor Álvaro Pérez. En este inicio de año me espera una carga pesada en mis estudios profesionales los cuales son mi prioridad, y estar en el programa me exige dar el 100 % y antes de fallar en algo preferí retirarme.

Todo mi agradecimiento a Mario Bezares, mí maniqui, por todos esos bonitos momentos que compartimos, a mi productor el Sr. Álvaro Pérez le doy las gracias por haber confiado en mí, todo mi cariño para los dos". 
"Claro que me duele dejar de verlos, somos grandes amigos todos, espero que el programa Acábatelo siga logrando sus objetivos, que es dar a la gente un momento de diversión y alegría".
Todo mi respeto a esta gran Empresa que es Multimedios Televisión, al Lic. Mauricio Alatorre y al Ing. Guillermo Franco todo mi cariño".
[...]

“Mil gracias al público por sus muestras de cariño, sus lindos detalles, sus sonrisas, por cada foto que nos tomamos juntos, por cada mano que estreché, por sus correos y mil besos a todos los niños”.
Carolina Fuentes, en su sitio web oficial

Destacó también como conductora del concurso de canto infantil El clan del martillito y del show nocturno Las noches del fútbol al lado de Ernesto Chavana.
También entre sus roles actorales-cómicos fue una de las más jóvenes y destacadas drag kings mexicanas con su personaje de Pancho, un macho norteño caracterizado por ser monoceja, dejarse la barba, mascar chicle, tener voz gruesa y por vestir portando una gorra roja/blanca con su nombre, paliacate sobre la cabeza, camisa de cuadros rojos por fuera, pantalones de mezclilla y zapatos tennis oscuros. Dentro del argumento ficticio del programa, afirma ser primo de Carolina.
Otro de sus conocidos personajes es el de Burbujilina personaje clave en el programa Las noches del fútbol, el cual agrega más diversión a este, siendo un personaje muy espontáneo y similar a Carolina.
En 2011 protagonizó la primera serie de televisión de Multimedios, Méteme gol junto a Alfonso Denigris.